# 耿乐
耿乐（1974年11月18日—），辽宁黑山人。中国男演员。祖父是中国当代画家张仃。

## 生平
1974年出生于北京。1994年，毕业于中央美术学院版画系。大学毕业后进入自己所热爱的表演行业，并作为演员参与了《阳光灿烂的日子》等多部影视作品演出。
耿乐的父亲耿军，是张仃与前妻陈布文（1985年去世）的长子。延安时期，由于工作需要，张仃将长子过继给无子女的耿红（延安城市部部长，中华人民共和国成立后任山西公安厅厅长），随耿红改姓耿。耿军毕业于哈军工，现旅居美国。耿乐的外祖父是音乐家邬析零。

## 参演作品

### 电影
- 1993年 《头发乱了》
- 1993年 《阳光灿烂的日子》
- 1995年 《赢家》
- 1996年 《浪漫街头》
- 1997年 《夏日情动》
- 1999年 《赛龙夺锦》
- 2000年 《北京乐与路》
- 2001年 《开往春天的地铁》
- 2001年 《百花深处》
- 2002年 《旅程》
- 2004年 《惊情神农架》
- 2006年 《生死托付》
- 2008年 《桃花运》
- 2011年 《麵引子》
- 2011年 《雙人床條約》
- 2012年 《紐約客在上海》
- 2013年 《止殺令》
- 2014年 《疯狂72小时》饰 伍波
- 2014年 《北京爱情故事》饰 洪江
- 2016年 《不速之客》
- 2016年 《我的战争》(客串)
- 2017年 《刀背藏身》
- 2017年 《血战湘江》饰 耿飚
- 2017年 《京城81號2》饰 王如恂/王远天
- 2017年 《闪光少女》饰 陈惊父亲(客串)
- 2017年 《嘉年華》
- 2017年 《相爱相亲》飾演 盧明偉
- 2017年 《下海》
- 2018年 《我是你妈》
- 2018年 《大轰炸》飾演 靳祥
- 2018年 《淡蓝琥珀》
- 2018年 《桃源》飾演 张楚
- 2019年 《秦明·生死语者》
- 2019年 《妈阁是座城》
- 2019年 《我和我的祖国》
- 2020年 《北京女子图鉴之整容大师》饰演 韩言(網絡電影)
- 2021年 《1921》饰演 陈炯明
- 2021年 《中国医生》饰演 江亚元
- 2021年 《长津湖》饰演 杨营长
- 2021年 《我和我的父辈》饰演 總工程師
- 2022年 《长津湖之水门桥》饰演 杨营长
- 2022年 《野夏天》飾演 高繼書
- 2023年 《开国将帅授衔1955》饰演 粟裕
- 2024年 《陌路狂刀》饰演 张栩青
- 2024年 《扫黑·决不放弃》
- 2024年 《刺猬》飾演 周正的父亲
- 2025年 《想飞的女孩》飾演  老胡
- 2025年 《大风杀》飾演 曲马多
- 待上映 《詩眼倦天涯》飾演
- 待上映 《逆风而行》

### 电视剧
- 1996年 《走进阳光》
- 1998年 《侬心太软》
- 1999年 《开心就好》
- 2000年 《百日惊情》
- 2000年 《奇人奇案》
- 2000年 《重案六组》饰：牛小松
- 2001年 《吕布与貂蝉/蝶舞天涯》
- 2001年 《秋香》饰 唐伯虎
- 2002年 《七日》
- 2002年 《花样的年华》
- 2003年 《天一生水》
- 2004年 《丁香花开之十全十美》
- 2005年 《如果月亮有眼睛》
- 2005年 《靠近你，温暖我》
- 2006年 《戈壁母亲》
- 2007年 《一一之吻》
- 2007年 《红日》
- 2008年 《跟我的前妻谈恋爱》
- 2009年 《保卫延安》饰 周大勇
- 2010年 《一生无悔》
- 2012年 《女子軍魂》飾 李八一
- 2012年 《那樣芬芳》
- 2014年 《大丈夫》饰 陈放
- 2015年 《猜拳》饰 杨木
- 2015年 《我把忠诚献给你》饰 关大河
- 2015年 《加油吧实习生》饰 陈建
- 2015年 《秦时明月》饰 荆轲(客串)
- 2015年 《大玉儿传奇》饰 多尔衮
- 2016年 《致单身男女》饰 张申然
- 2016年 《仙剑云之凡》饰 姜世離
- 2016年 《有你就好》饰 温晓健
- 2017年 《外科风云》饰 薛栾
- 2017年 《寻人大师》饰 包洪濤
- 2017年 《爱是欢乐的源泉》饰 陆明
- 2018年 《给我一个十八岁》(網絡劇)
- 2018年 《我的青春也灿烂》 (網絡劇)饰 成年赵磊
- 2020年 《十日游戏》(網絡劇)饰 吴宇柯
- 2020年 《有翡》饰 沈天庶
- 2021年 《长歌行》饰 李世民
- 2021年 《突围》饰 牛傑杰
- 2021年 《谁是凶手》(網絡劇)饰 李嵐（客串）
- 2021年 《问天》饰 林泽
- 2022年 《传家》饰 趙海亭
- 2022年 《天才基本法》饰 裴东来
- 2022年 《执念如影》(網絡劇) [6]饰 骆松
- 2023年 《外婆的新世界》 饰 陈同
- 2023年 《雪鹰领主》(網絡劇) 饰 墨阳琛
- 2023年 《装腔启示录》饰 马其远
- 2024年 《烟火人家》饰 宋君凡
- 2024年 《灿烂的风和海》饰 许建明
- 2025年 《180天重启计划》饰 李建雄
- 2025年 《值得爱》饰 张大强
- 待播中 《暗河传》(網絡劇)
- 待播中 《造城者》
- 待播中 《喀什古城》

### 綜藝節目
- 2015年：《报告！教练》学员
- 2019年 芒果TV 《一起出發吧》（原名：《爸爸去哪兒》 第六季）

### 广告
- 2010年 《一年之计》（Prada 2010春季广告） 导演：杨福东